# Mike White (Footballspieler)
Michael White (* 25. März 1995 in Pembroke Pines, Florida) ist ein US-amerikanischer American-Football-Spieler auf der Position des Quarterbacks. Aktuell spielt er für die Buffalo Bills in der National Football League (NFL). Zuvor stand er bei den New York Jets, den Dallas Cowboys und den Miami Dolphins unter Vertrag.

## Frühe Jahre
White wurde in Pembroke Pines im US-Bundesstaat Florida geboren. Er wuchs in Florida auf und besuchte die NSU University School in Davie, Florida. Dort war er in der Football- und Baseballmannschaft aktiv. Eigentlich war er zu Highschoolzeiten verstärkt auf seine Baseballkarriere fokussiert. So war er ein wichtiger Pitcher in der Baseballmannschaft und wurde schon von Teams aus der MLB beobachtet. Daneben begann er in der Footballmannschaft seiner Schule zu spielen, wurde jedoch erst im letzten Jahr seiner Highschoolzeit Starter auf der Position des Quarterbacks. In diesem Jahr wusste er jedoch zu überzeugen und konnte den Ball für 2201 Yards und 22 Touchdowns bei nur 2 Interceptions werfen. Daraufhin wurde er zum 3A Florida Player of the Year sowie zum Broward County Player of the Year ernannt. Mit seinem Team konnte er außerdem die 3A-Meisterschaft im Staat Florida gewinnen.
Nach seinem Highschoolabschluss erhielt er ein Stipendium der University of South Florida aus Tampa, Florida. Bereits in seinem ersten Jahr an der Schule kam er in 6 Spielen zum Einsatz, konnte dabei allerdings nur drei Touchdowns bei neun Interceptions werfen. Nichtsdestotrotz wurde er im nächsten Jahr Stammspieler an der Schule. Allerdings waren seine Leistungen auch da eher mittelmäßig, er konnte den Ball in 11 Spielen für 1639 Yards und 8 Touchdowns bei 7 Interceptions werfen. Nach der Saison wurde jedoch an seiner Universität das Schema der Offense gewechselt. White wechselte daraufhin die Schule und spielte fortan für die Western Kentucky University aus Bowling Green, Kentucky. In seinem ersten Jahr an der neuen Schule kam er aufgrund der Wechselregularien der NCAA jedoch zu keinem Einsatz. In den folgenden beiden Jahren war er jedoch fester Stammspieler der Schule und konnte in 27 Spielen den Ball für 8540 Yards und 63 Touchdowns bei nur 15 Interceptions werfen. Aufgrund seiner guten Leistungen wurde er in beiden Jahren ins Second-Team All-C-USA gewählt. Außerdem konnte er mit seinem Team 2016 die Meisterschaft in der C-USA sowie den Boca Raton Bowl gewinnen.

## NFL

### Dallas Cowboys
Beim NFL-Draft 2018 wurde White in der 5. Runde an 171. Stelle von den Dallas Cowboys ausgewählt. Er wurde somit zum Quarterback der Western Kentucky University, der an der höchsten Stelle beim NFL-Draft ausgewählt wurde. Bei den Cowboys unterschrieb er einen Vertrag über vier Jahre. In der Saison 2018 kam er jedoch nicht zum Einsatz, er war während der Saison der dritte Quarterback der Cowboys hinter Dak Prescott und Cooper Rush gewesen. Nachdem er in der Vorbereitung zur Saison 2019 zum Einsatz gekommen war, wurde er am 31. August 2019 von den Cowboys gewaived.

### New York Jets
Im September 2019 erhielt er einen Vertrag im Practice Squad der New York Jets, wo er die gesamte Saison 2019 verbrachte. Auch in der Saison 2020 blieb er größtenteils im Practice Squad, nachdem er sich nicht gegen die Quarterbacks Sam Darnold, Joe Flacco und James Morgan hatte durchsetzen können. Jedoch wurde er an einzelnen Spieltagen in den Spieltagskader berufen. In der Saison 2021 wurde er Teil des aktiven Kaders der Jets. An den ersten Spieltagen war er Back-up für Quarterback Zach Wilson, kam jedoch nicht zum Einsatz. Nachdem sich Wilson am 7. Spieltag beim Spiel gegen die New England Patriots jedoch am Kreuzband verletzte, kam White zu seinem NFL-Debüt. Dabei konnte er den Ball für 202 Yards und einen Touchdown bei zwei Interceptions werfen und eine 13:54-Niederlage nicht verhindern. In der folgenden Woche kam er beim 34:31-Sieg gegen die Cincinnati Bengals erstmals in seiner Karriere als Starter zum Einsatz, da Wilson noch immer verletzt war. White wusste bei dem Spiel zu überzeugen und konnte den Ball für 405 Yards und 3 Touchdowns bei 2 Interceptions werfen. Er wurde somit zum ersten Quarterback seit Cam Newton, der in seinem NFL-Debüt den Ball für mehr als 400 Yards werfen konnte, und zum ersten Jet seit Vinny Testaverde im Jahr 2000, dem es gelang, den Ball für über 400 Yards zu werfen. Außerdem wurde er zum AFC Offensive Player of the Week ernannt. In der folgenden Woche war er bei der 30:45-Niederlage erneut Starter der Jets und konnte sieben Pässe für 95 Yards und einen Touchdown zu Elijah Moore werfen, ehe er verletzungsbedingt nicht weiterspielen konnte und durch Josh Johnson ersetzt wurde. In der folgenden Woche war er wieder einsatzbereit und bei der 17:45-Niederlage gegen die Buffalo Bills erneut Starter, bei der er jedoch vier Interceptions warf. Daraufhin wurde er in der folgenden Woche durch Joe Flacco ersetzt und kam zu keinem weiteren Einsatz.
Vor der Saison 2022 wurde er von den Jets mit dem Original-Round Tender über 2,54 Millionen US-Dollar belegt, welchen er am 22. März 2022 unterschrieb. Er ging in die Saison als dritter Quarterback hinter Wilson und Flacco. So kam er in den ersten Saisonspielen nicht zum Einsatz. Ende November 2022 wurde er schließlich zum Starter ernannt, nachdem Wilson in den vorherigen Spielen schlechte Leistungen gezeigt hatte. Beim 31:10-Sieg gegen die Chicago Bears am 12. Spieltag konnte White so den Ball für 315 Yards und drei Touchdowns werfen. Wegen dieser Leistung blieb er in den beiden folgenden Spielen Quarterback der Jets, konnte allerdings nicht an diese Leistungen anknüpfen: Bei der 22:27-Niederlage gegen die Minnesota Vikings konnte er den Ball zwar für 369 Yards werfen, warf jedoch auch zwei Interceptions. Bei der 12:20-Niederlage gegen die Buffalo Bills am 14. Spieltag erreichte er nur noch 268 Yards, erneut ohne Touchdownpass. In der Folge wurde er mit einer Rippenverletzung für mehrere Spiele außer Gefecht gesetzt und kam nur noch bei der 6:23-Niederlage am 17. Spieltag gegen die Seattle Seahawks als Starter zum Einsatz, bei der er jedoch den Ball für 240 Yards und zwei Interceptions warf. Nach der Saison wurde White ein Free Agent.

### Miami Dolphins
Im März 2023 unterschrieb White bei den Miami Dolphins einen Zweijahresvertrag. Dort ging er als Backup für Stammquarterback Tua Tagovailoa in die Saison. Er debütierte für sein neues Team am 3. Spieltag beim 70:20-Sieg gegen die Denver Broncos, bei dem er in der Schlussphase Tagovailoa ersetzte. Er konnte im vierten Quarter seinen ersten Touchdown als Dolphin zu Robbie Chosen werfen. Beim 42:21-Sieg gegen die Carolina Panthers am 6. Spieltag warf er jedoch auch seine erste Interception zu Troy Hill. In der restlichen Saison kam er noch in einigen weiteren Partien zu Kurzeinsätzen als Backup für Tagovailoa. Da die Dolphins 11 Spiele gewannen und dabei nur sechs verloren, konnten sie sich für die Playoffs qualifizieren. Bei der 7:26-Niederlage gegen die Kansas City Chiefs in der Wildcard-Runde kam White jedoch nicht zum Einsatz.
Da Whites Konkurrent um die Backup-Position hinter Tua Tagovailoa, Skylar Thompson, sowohl im Trainingscamp als auch in der Preseason den besseren Eindruck hinterlassen hatte und sowohl als athletischer als auch kostengünstiger eingestuft wurde, entließen die Dolphins White am 25. August 2024 und entschieden sich dafür, die neue Saison mit Thompson als Backup-Quarterback zu bestreiten.

### Buffalo Bills
Nur drei Tage später, am 28. August 2024, wurde White von den Buffalo Bills als potentieller Backup für Josh Allen für den Practice Squad verpflichtet, da der etatmäßige Backup-Quarterback Mitchell Trubisky zu Saisonbeginn an einer Knieverletzung laborierte.

## Karrierestatistiken

### Regular Season
| Saison                             | Team             | Spiele | Spiele  | Geworfen     | Geworfen     | Geworfen     | Geworfen     | Geworfen     | Geworfen     | Geworfen     | Geworfen     | Geworfen     | Gelaufen     | Gelaufen     | Gelaufen     | Gelaufen     | Gelaufen     | Sacks        | Sacks        | Fumbles      | Fumbles      |
| Saison                             | Team             | Gesamt | Starter | Pässe        | Versuche     | %            | Yards        | Avg          | Lang         | TD           | Int          | Rating       | Versuche     | Yards        | Avg          | Lang         | TD           | Anzahl       | Yards        | Gesamt       | Verloren     |
| ---------------------------------- | ---------------- | ------ | ------- | ------------ | ------------ | ------------ | ------------ | ------------ | ------------ | ------------ | ------------ | ------------ | ------------ | ------------ | ------------ | ------------ | ------------ | ------------ | ------------ | ------------ | ------------ |
| 2018                               | Cowboys          | 0      | 0       | Ohne Einsatz | Ohne Einsatz | Ohne Einsatz | Ohne Einsatz | Ohne Einsatz | Ohne Einsatz | Ohne Einsatz | Ohne Einsatz | Ohne Einsatz | Ohne Einsatz | Ohne Einsatz | Ohne Einsatz | Ohne Einsatz | Ohne Einsatz | Ohne Einsatz | Ohne Einsatz | Ohne Einsatz | Ohne Einsatz |
| 2019                               | Jets             | 0      | 0       | Ohne Einsatz | Ohne Einsatz | Ohne Einsatz | Ohne Einsatz | Ohne Einsatz | Ohne Einsatz | Ohne Einsatz | Ohne Einsatz | Ohne Einsatz | Ohne Einsatz | Ohne Einsatz | Ohne Einsatz | Ohne Einsatz | Ohne Einsatz | Ohne Einsatz | Ohne Einsatz | Ohne Einsatz | Ohne Einsatz |
| 2020                               | Jets             | 0      | 0       | Ohne Einsatz | Ohne Einsatz | Ohne Einsatz | Ohne Einsatz | Ohne Einsatz | Ohne Einsatz | Ohne Einsatz | Ohne Einsatz | Ohne Einsatz | Ohne Einsatz | Ohne Einsatz | Ohne Einsatz | Ohne Einsatz | Ohne Einsatz | Ohne Einsatz | Ohne Einsatz | Ohne Einsatz | Ohne Einsatz |
| 2021                               | Jets             | 4      | 3       | 88           | 132          | 66,7         | 953          | 10,8         | 28           | 5            | 8            | 75,1         | 5            | −1           | −0,2         | 2            | 0            | 4            | 18           | 0            | 0            |
| 2022                               | Jets             | 4      | 4       | 103          | 175          | 58,9         | 1192         | 6,8          | 60           | 3            | 4            | 75,7         | 6            | 9            | 1,5          | 4            | 1            | 9            | 76           | 2            | 1            |
| 2023                               | Dolphins         | 6      | 0       | 6            | 5            | 83,3         | 74           | 12,3         | 68           | 1            | 1            | 118,1        | 8            | −9           | −1,1         | 0            | 0            | 0            | 0            | 1            | 1            |
| Gesamte Karriere                   | Gesamte Karriere | 14     | 7       | 196          | 313          | 62,6         | 2219         | 7,1          | 68           | 9            | 13           | 76,1         | 19           | −1           | −0,1         | 4            | 1            | 13           | 94           | 3            | 2            |
| Quelle: pro-football-reference.com |                  |        |         |              |              |              |              |              |              |              |              |              |              |              |              |              |              |              |              |              |              |